# Nuoto di fondo ai campionati europei di nuoto 2014 - 5 km a squadre
La gara dei 5 km in acque libere a squadre si è svolta la mattina del 16 agosto 2014 e vi hanno partecipato 9 squadre.

## Medaglie
| Posizione | Atleti                                                  | Paese       |
| --------- | ------------------------------------------------------- | ----------- |
| Oro       | Ferry Weertman Marcel Schouten Sharon van Rouwendaal    | Paesi Bassi |
| Argento   | Spyridōn Gianniōtīs Antonios Fokaidis Kalliopi Araouzou | Grecia      |
| Bronzo    | Rob Muffels Thomas Lurz Isabelle Härle                  | Germania    |

## Risultati
| Pos. | Atleti                                                  | Nazionalità | Tempo   |
| ---- | ------------------------------------------------------- | ----------- | ------- |
|      | Ferry Weertman Marcel Schouten Sharon van Rouwendaal    | Paesi Bassi | 55:47.8 |
|      | Spyridōn Gianniōtīs Antonios Fokaidis Kalliopi Araouzou | Grecia      | 56:05.5 |
|      | Rob Muffels Thomas Lurz Isabelle Härle                  | Germania    | 56:14.8 |
| 4    | Gergely Gyurta Patrik Rákos Éva Risztov                 | Ungheria    | 56:16.0 |
| 5    | Simone Ercoli Federico Vanelli Aurora Ponselé           | Italia      | 56:20.9 |
| 6    | Aurélie Muller Romain Beraud Marc-Antoine Olivier       | Francia     | 56:39.8 |
| 7    | Daniel Fogg Jack Burnell Danielle Huskisson             | Regno Unito | 58:06.5 |
| 8    | Mariia Novikova Kirill Abrosimov Artem Podyakov         | Russia      | 59:07.1 |
| 9    | Joanna Zachoszcz Jan Urbaniak Mateusz Sawrymowicz       | Polonia     | 59:23.2 |